# 琉璃苣
琉璃苣（学名：Borago officinalis）是一种一年生草本植物，原产于叙利亚，目前已经被广泛引种到欧洲、西亚、北非和南美洲等地。
琉璃苣株高一般为60-100厘米，叶互生粗糙，有柄，5-10厘米长，叶和茎上都有毛刺；花的花瓣5裂，通常为蓝色，但也有粉色或白色的变种，为疏散的聚伞花序，同株异花授粉，夏季开花，但在气候温暖适宜的地区可全年开花；果实为小坚果。
琉璃苣的花語：「勇氣」。

## 生長習性
喜溫植物，耐高溫多雨，也耐乾旱，不耐寒，要求不太貧瘠的土壤。

## 繁殖方法
可直播或育苗移植。露地栽培一般宜春季播种，保護地栽培可根據需要全年進行。種子為小堅果，種皮較硬，播種前宜用溫水浸泡1～2天，每天換水，經浸泡後播種出苗快且整齊。然後將處理過的種子採取穴播，播於整好的苗床中。每穴播種3～4粒，每平方需種0.5～0.7克，播後覆細土，厚度為2～3cm。

## 栽培和養護
定植﹕育苗移植在3～5片真葉時定植，株距20～30cm，行距30～40cm，種植後澆透水。　　
田間管理﹕苗期進行除草、鬆土，直播苗於3片真葉時間弱苗，多餘苗，每穴留苗1～2株，葉片生長期保持田間濕潤，開花候減少澆水，一般無病蟲危害，不使用農藥。

## 用途
琉璃苣的叶和花都可以作为蔬菜食用，作为药用可以治疗干咳，有催乳、益肾等功能，目前大量种植琉璃苣主要是采收种子以提炼种油，琉璃苣的种油含有17-28%的γ-亚麻酸（顺-6，9，12-十八碳三烯酸），此外还含有26-38%的脂肪酸，10-11%的棕榈酸，3.5-4.5%的硬脂酸，16-20%的油酸，
35-38%的亚油酸，3.5-5.5%的花生酸， 1.5-3.5%的芥子酸和1.5%的神经酸（顺-15-二十四碳单烯酸），种油可以代替月见草油，治疗风湿、湿疹和月经不调，
扮演腎上腺的滋補品以及腺體的平衡者，包含使循環系統功能正常，以及肌膚、指甲健康所必需的礦物及和必需脂肪酸。
干燥的花也可以泡茶，是一种蓝色的食品着色剂。 

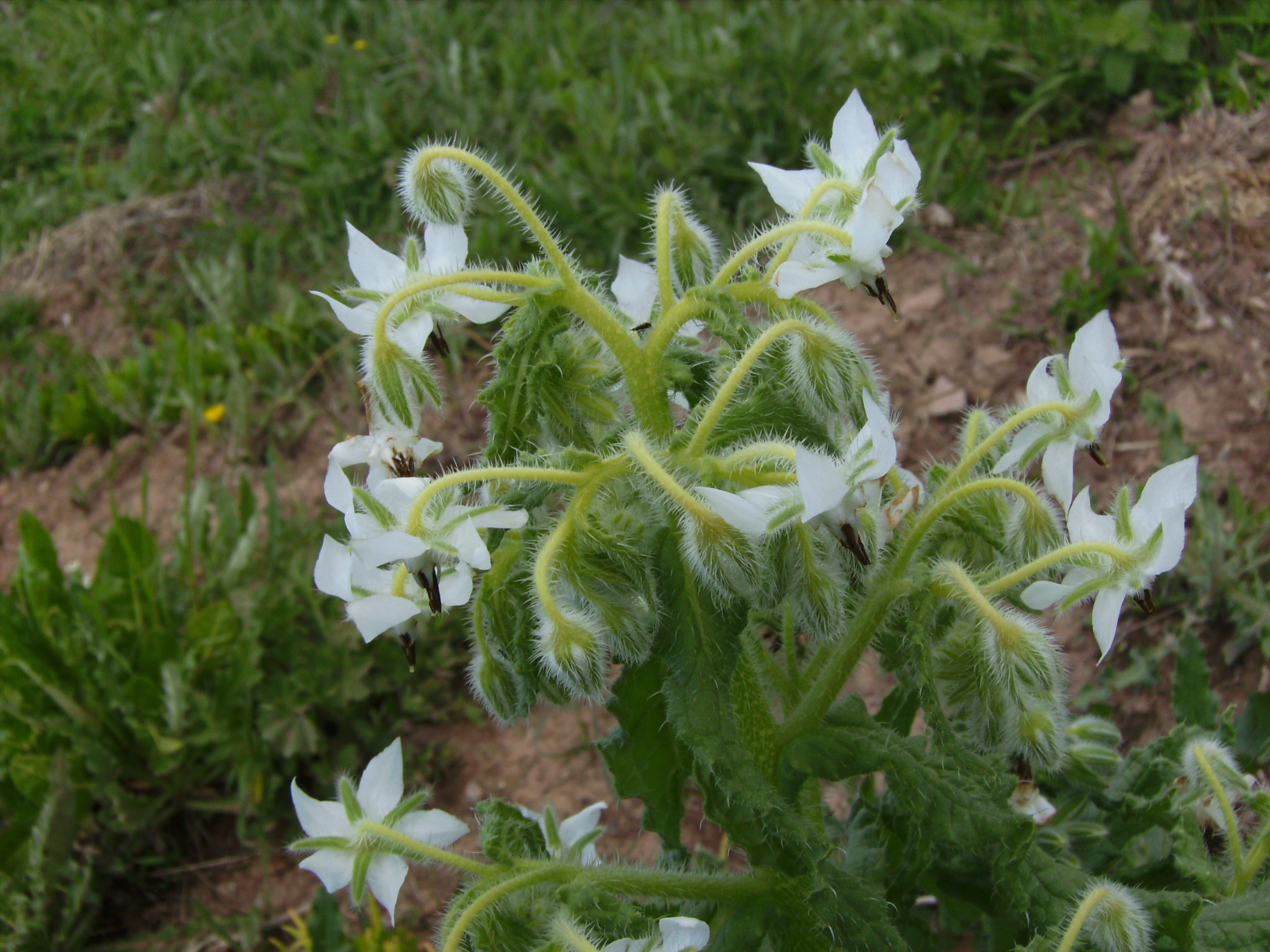
白花品种